# 白堊紀—古近紀界線

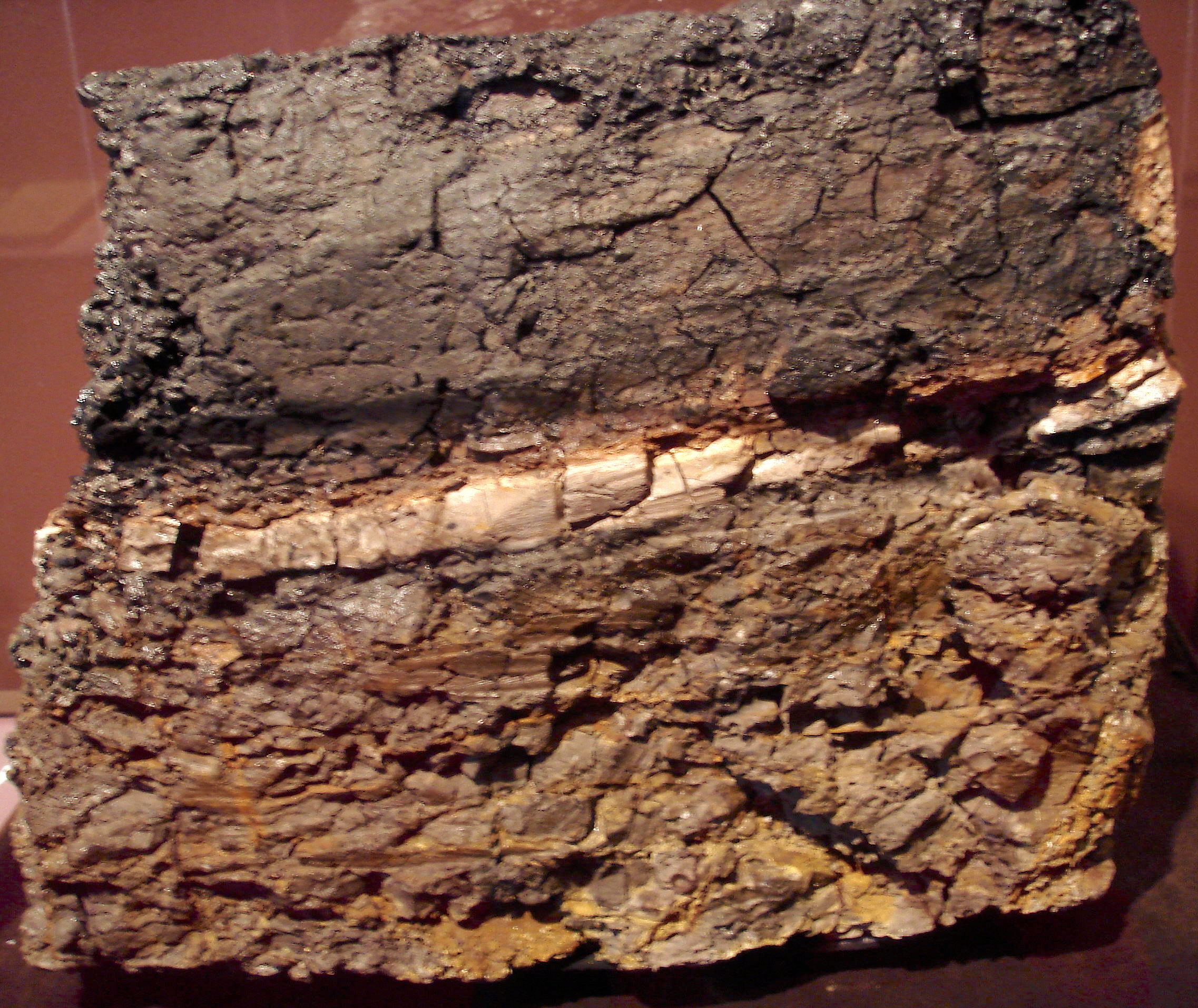
來自美國懷俄明州的含K-T界線岩石。中間的白色黏土層平均銥含量是其他地層的1000倍。

白堊紀－古近紀界線（K-Pg界線）舊名白堊紀－第三紀界線（K-T界線），K代表希臘文的kreta，是白堊的意思。是介於白堊紀和古近紀之間的界線，富含銥的黏土層，大約出現在六千五百萬年前。這段期間發生大規模的絕種，包括恐龍和其他的動物族群，都遭受滅絕的命運。

## 可能原因

### 希克蘇魯伯隕石坑

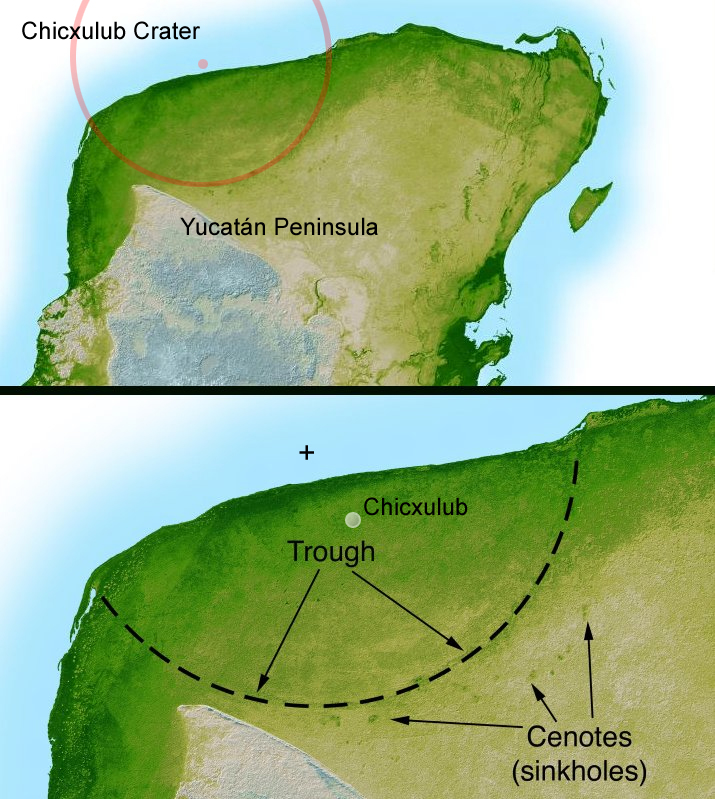
雷達的探測呈現出直徑180公里的希克蘇魯伯隕石坑邊界。影像來源：NASA/JPL-Caltech

是一個位在墨西哥猶加敦半島的撞擊隕石坑，埋藏在地表之下。這個隕石坑的名稱，取自於隕石坑中心附近的城市希克蘇魯伯；希克蘇魯伯在馬雅語意為「惡魔的尾巴」。根據推測，隕石坑整體略呈橢圓形，平均直徑約有180公里，是地球表面最大型的撞擊地形之一。
在70年代晚期，地質學家Glen Penfield在猶加敦半島從事石油探勘工作時，发现這個隕石坑地形。目前已在該地區發現衝擊石英、重力異常、玻璃隕石等地質證據，可證明希克蘇魯伯隕石坑是由撞擊事件造成。從岩石的同位素研究得知，希克蘇魯伯隕石坑的年代約為6,500萬年前，當時為白堊紀與古近紀交接時期。由於該隕石坑的規模與年代，希克蘇魯伯隕石坑常被認為是造成白垩纪-古近纪灭绝事件的成因，並造成恐龍等生物的滅絕；但也有科學家提出當時另有其他的滅絕因素。近年來，另有多重撞擊理論，認為當時有許多顆隕石在短時間內撞擊地球，而希克蘇魯伯隕石坑僅是其中一顆。另有天文研究指出，這些隕石是在撞擊事件發生前160萬年分裂而成。

### 德干暗色岩
德干暗色岩是在6,625萬年前开始爆發的，時間是白堊紀末期。在6,600萬年前，西高止山脈發生了大量的火山爆發。這一連串的火山爆發持續了近三萬年之久。火山爆發所噴出的氣體可能是白堊紀-古近紀滅絕事件的原因之一，該次滅絕事件滅絕了包含恐龍在內的大部分生物。
德干暗色岩火山爆發所形成的熔岩地形，被估計最大面積為150萬平方公里，相當於現在印度的一半面積，而後經由侵蝕作用與大陸漂移，形成現在的大小。目前所能直接觀測的熔岩面積約為51.2萬平方公里
此次火山爆發所噴出的氣體，造成了气候变动，大氣溫度曾下降2°C。